# هندريك يان ديفيدز
هندريك يان ديفيدز (بالهولندية: Hendrik Jan Davids) مواليد 30 يناير 1969 في دي بيلت، هولندا، هو لاعب كرة مضرب هولندي سابق بدأ مسيرته كمحترف سنة 1988 وكان يلعب باليد اليسرى، اعتزل اللعب في 1997. أعلى تصنيف له في الفردي كان المركز الـ 171 في سنة 1996. أعلى تصنيف له في الزوجي كان المركز الـ 26 في سنة 1994.

## روابط خارجية
- هندريك يان ديفيدز على موقع رابطة محترفي التنس (الإنجليزية)
- هندريك يان ديفيدز على موقع الاتحاد الدولي لكرة المضرب (الإنجليزية)
- هندريك يان ديفيدز على موقع خلاصة التنس.كوم (الإنجليزية)